# Судоку

Приблизно так виглядає заповнення судоку

Судоку (яп. 数独, вимоваⓘ, sūdoku; англ. Sudoku, інколи Su Doku) — логічна японська головоломка з числами. 
Рішення головоломки не вимагає математичних розрахунків, але потребує терпіння і здатності до логічного мислення.

## Назва
В перекладі з японської мови «су» позначає слово «число» або «номер», «доку» має багато різних перекладів, але в цілому означає щось одне, одиничне, цілісне, своєрідне.

## Історія
Прообраз сучасного судоку, так звані магічні квадрати знали ще в стародавньому Китаї. В Європі згадується щось подібне в XVIII столітті, коли сліпий швейцарський математик Леонард Ейлер (Leonhard Euler) з'ясував, що в матриці розміром 9 × 9 кожен ряд і кожну колонку можна заповнити цифрами від 1 до 9 в певному порядку і без повторення.
Вперше судоку в сучасному вигляді з'явилася в одному з американських журналів пазлів в 1979 році. Автором головоломки був громадянин США, 74 річний архітектор на пенсії Howard Garns. Видавець — журнал «Math Puzzles and Logic Problems» дав пазлу ім'я «Number Place», яке досі використовується у Сполучених Штатах. Справжню популярність головоломка завоювала в 2005, коли японський журнал Nikoli став регулярно друкувати її на своїх сторінках.
У 2004 Судоку почали друкувати англійські газети, звідки це перекинулось на Європу і до Австралії. Нарешті, в 2005 ця головоломка тріумфально повернулася в США, завершивши свій «навколосвітній тур». Видається безліч спеціалізованих журналів і збірок, книг і інструкцій по їх рішенню, багато газет друкують Судоку разом з кросвордами і завданнями по шахах.

## Правила класичного судоку
Ігрове поле складається з квадрата, розміром 9 × 9, розділеного на менші квадрати  із стороною 3 × 3 клітинки. Таким чином, все поле налічує 81 клітинку. У деяких з них вже на початку гри розташовані числа (від 1 до 9). Залежно від того, скільки клітинок вже заповнено, конкретні судоку можна віднести до легких або складних. 
Мета головоломки — необхідно заповнити вільні клітинки цифрами від 1 до 9 так, щоб в кожному рядку, в кожному стовпці і в кожному малому квадраті 3×3, кожна цифра зустрічалася лише один раз. Вважається, що головоломка має одне рішення, проте зустрічаються судоку з помилками, чи спеціальні судоку з кількома варіантами розвитку.

## Елементи судоку

### Класичні елементи присутні у всіх судоку

#### Частини ігрового поля
- власне саме ігрове поле;
- рядок;
- стовпчик;
- блок;
- клітинка.

### Елементи судоку присутні у деяких видах судоку
- діагоналі (в судоку-діагоналях);
- суми цифр (в сум-судоку, позначаються так 1 або будь-яке інше число (зазвичай не більше 25);

- пунктирний блок;
  - пунктир.

### Розміри (вказані в клітинках)

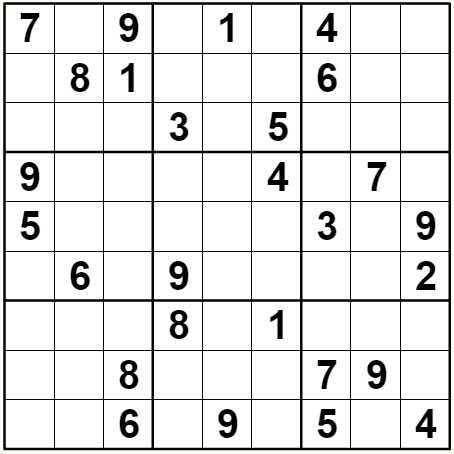
Класичні судоку

- 3 × 3;
- 4 × 4;
- 9 × 9;
- 16 × 16.

## Види

### Класичні судоку
Потрібно заповнити порожні клітинки цифрами від 1 до 9 так, щоб у будь-якому рядку,  стовпчику  і  блоці розміром 3 × 3 клітинки не було однакових цифр.

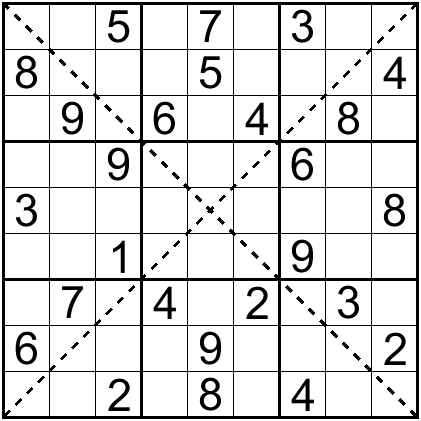
Судоку-діагоналі

### Судоку-діагоналі
Розв'язуються так само,  як класичні судоку. Потрібно цифри від 1 до 9 не мають повторюватися у виділених діагоналях.

### Сум-судоку чи Сумдоку (Судоку-суми)

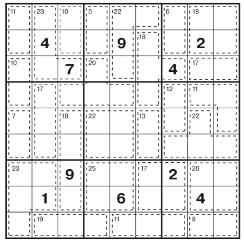
Сум-судоку

У сум-судоку в куті зон, позначених пунктиром, наведена сума цифр, які потрібно розставити у цій зоні. Усе інше розв'язується так само, як і у класичних судоку: у рядках, стовпчиках і блоках  розміром 3 × 3 клітинки не має бути однакових цифр. Усередині пунктирного блоку цифри також не мають повторюватись.

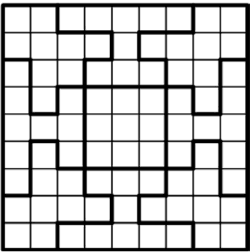
Судоку-фігури (незаповнене поле)

### Судоку-фігури
Інші назви: Судоку-пазли, Jigsaw Sudoku, Nonomino Sudoku, Irregular Sudoku. Розв'язуються так само,  як класичні судоку. Єдина відмінність: 9-клітинні блоки можуть бути не лише квадратної, а й будь-якої іншої форми.

### Мульти-судоку
Мульти-судоку складаються з кількох класичних судоку розміром 9 × 9 клітинок. При цьому вони мають спільні елементи. У всьому іншому розв'язуються як класичні судоку.

### (Великі судоку)Судоку 16 × 16
Розв'язуються так само,  як класичні судоку, але в завданні використовується не дев'ять (1, 2, 4, 5, 6, 7, 8, 9) цифр, а шістнадцять (1, 2, 4, 5, 6, 7, 8, 9, 10, 11, 12, 13, 14, 15, 16), а ігрове поле поділене на квадрати розміром 4 × 4 клітини.

## Математична основа
Кількість можливих комбінацій в судоку 9 × 9 становить за розрахунками 6 670 903 752 021 072 936 960.

## Правило трьох клітин (класичне судоку)
Якщо в якомусь ряду, стовпчику чи блоці залишилися три незаповнені клітинки, то часто є можливість знайти одну з невідомих цифр. Для цього треба подивитися, чи не знаходяться дві з цих трьох цифр, яких бракує, в одному ряду, стовпчику або блоці з однією з цих трьох порожніх клітинок.
У першому прикладі в центральному блоці не вистачає цифр 5, 6 і 9. І ми бачимо, що крайня ліва вільна клітинка (позначена червоним) знаходиться в одному стовпчику з цифрами 5 і 9 (позначена блакитним). Отже, у цій клітині може стояти тільки цифра 6.

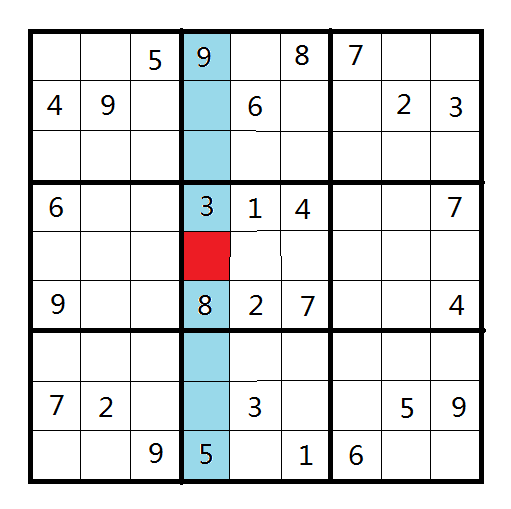
Перший приклад

У другому прикладі в стовпчику не вистачає цифр 1, 2 і 6. Середня вільна клітинка знаходиться в одному рядку з цифрою 1, і в одному блоці з цифрою 2. Значить у ній може бути тільки цифра 6.

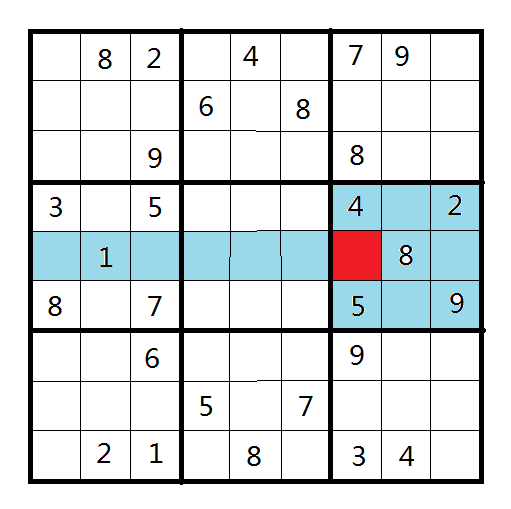
Другий приклад

## Правило порожньої лінії (класичне судоку)

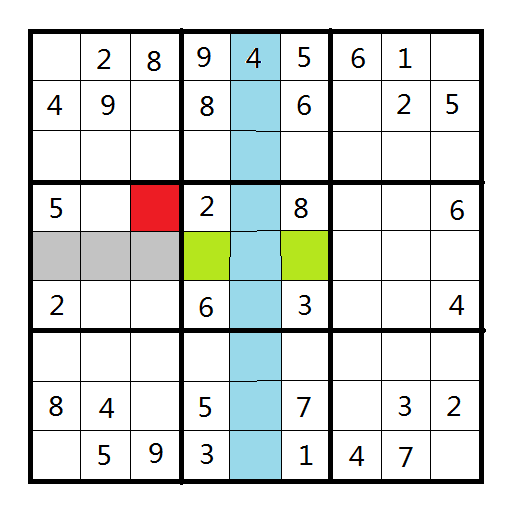
приклад

Цифра 4, що стоїть у центральному стовпчику (позначено блакитним), залишає в центральному блоці тільки дві клітини, де може з'явитися цифра 4 (позначено зеленим). Ці дві клітинки розташовані в одну лінію (у цьому випадку горизонтальну). Це означає, що по цій лінії за межами центрального блоку цифри 4 бути не може. Значить четвірки немає в сусідньому зліва блоці в клітинах позначених сірим кольором. Залишається всього один варіант для четвірки, позначений червоним.

### Програмне забезпечення
- Судоку (ua)
- Судоку (ru)
- Безкоштовна програма для розв'язку та складання судоку. (en)
- Безкоштовна програма для розв'язку та складання судоку. (ua)
- Приклад розробки програми для розв'язування судоку (С++) (ua)
- Судоку для ОС Андроід (ru)
- Судоку для друку